# Lago Hatsun

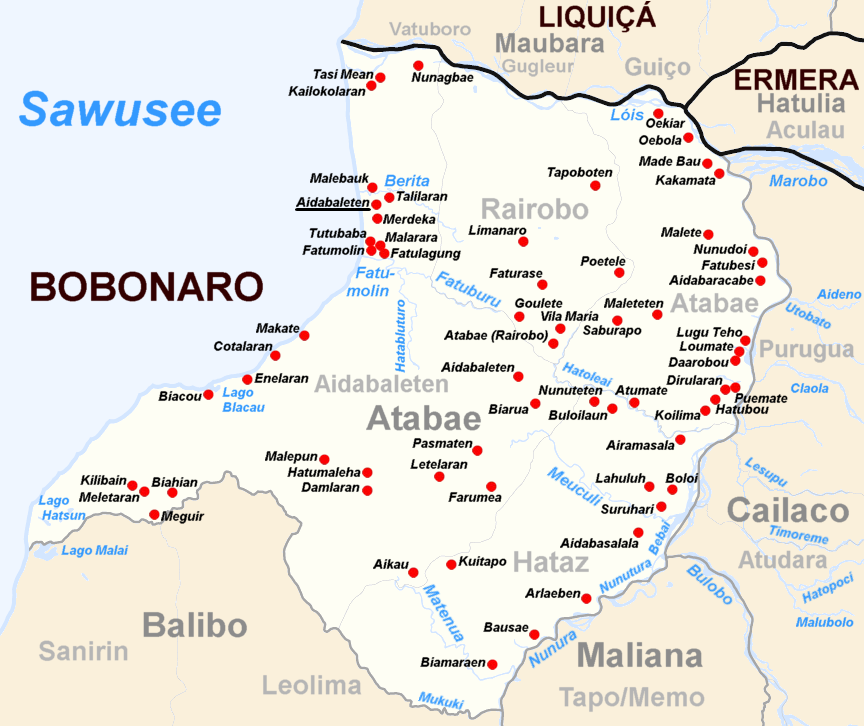
Der Lago Hatsun liegt im Südwesten des Verwaltungsamts Atabae

Der Lago Hatsun ist ein See in der osttimoresischen Aldeia Meguir (Suco Aidabaleten, Verwaltungsamt Atabae, Gemeinde Bobonaro).
Der See wird durch mehrere Flüsse aus den nördlich gelegenen Bergen und einen Abfluss des Lago Malai von Süden her gespeist. Aus dem Lago Hatsun fließt das Wasser in Richtung Westen in die nahe Sawusee. In der Trockenzeit fallen große Teile des Sees trocken. Auch die Verbindung vom Lago Malai versiegt.